# Rallus longirostris
El rascón piquilargo o tingua (Rallus longirostris) es una especie de ave gruiforme de la familia Rallidae que habita en los pantanos y manglares de las zonas costeras del norte y este de Sudamérica. 

## Características
El rascón piquilargo mide entre 36 y 41 cm. Su plumaje es de color marrón grisáceo, con el pecho rojizo, vientre blancuzco y barras blancas y negras en los costados. Su pico está ligeramente curvado hacia abajo, es negruzco por encima y anaranjado o rojizo por debajo.

## Historia natural
Se alimenta de crustáceos, moluscos, insectos y peces pequeños. Busca su alimento mientras camina, a veces sondeando con el pico largo en aguas salobres poco profundas o entre el barro.
Construye nidos de pequeñas ramas entre las raíces en los manglares y pone entre 3 y 7 huevos color púrpura con manchas ocres.
Algunos investigadores, como Robert Dickerman, consideran que esta ave y Rallus elegans son una sola especie o al menos una superespecie y se sabe que pueden cruzarse y tener descendencia entre sí.